# Cueva de Ranchiles I
La cueva de Ranchiles I es un abrigo con representaciones rupestres localizado en el término municipal de Tarifa, provincia de Cádiz (España). Pertenece al conjunto de yacimientos rupestres denominado Arte sureño, muy relacionado con el arte rupestre del arco mediterráneo de la península ibérica. 
Este abrigo descubierto y descrito por el investigador francés Henri Breuil en 1929 se localiza en la finca de Casas Ranchiles. El abrigo, abierto al sursudeste, es de pequeñas dimensiones con apenas 1.2 metros de altura y 2 metros de anchura. Presenta un total de siete pinturas. 
El dibujo de mayor tamaño es un signo reniforme que no ha podido ser interpretado. Junto a él aparece un antropomorfo, sobre este una mancha muy difusa y a su izquierda una figura de difícil interpretación y que Uwe Topper en su descripción de las cuevas de la región de 1975 identificó como un posible barco con vela. Dos antropomorfos más muy estilizados y un ovoide
En los alrededores aparecen las cuevas  del Helechar I,  del Helechar II, de la Mesa del Helechoso y el yacimiento de la peña de Ranchiles.